# Рударе (Куршумлија)
Рударе је насеље у Србији у општини Куршумлија у Топличком округу. Према попису из 2011. године било је 190 становника а 2022. било је 128 становника (према попису из 1991. било је 310 становника).
Рударе се налази на путу Ниш — Приштина и у њему се налази мотел. Код Рудара се одваја пут за Пролом Бању.
У селу је откривен природни феномен — зид састављен од хоризонталних камених колона у дужини од 100 метара и висини од 10 метара. Зид је вулканског порекла и старост му је процењена на 65 милиона година.

## Демографија
У насељу Рударе живи 201 пунолетни становник, а просечна старост становништва износи 46,2 година (43,8 код мушкараца и 48,9 код жена). У насељу има 94 домаћинства, а просечан број чланова по домаћинству је 2,62.
Ово насеље је великим делом насељено Србима (према попису из 2002. године), а у последња три пописа, примећен је пад у броју становника.
|  |

| Демографија | Демографија | Демографија |
| Година      | Становника  | Становника  |
| ----------- | ----------- | ----------- |
| 1948.       | 740         |             |
| 1953.       | 820         |             |
| 1961.       | 719         |             |
| 1971.       | 474         |             |
| 1981.       | 367         |             |
| 1991.       | 310         | 309         |
| 2002.       | 246         | 246         |

| Етнички састав према попису из 2002.‍ | Етнички састав према попису из 2002.‍ | Етнички састав према попису из 2002.‍ | Етнички састав према попису из 2002.‍ | Етнички састав према попису из 2002.‍ |
| ------------------------------------ | ------------------------------------ | ------------------------------------ | ------------------------------------ | ------------------------------------ |
|                                      |                                      |                                      |                                      |                                      |
| Срби                                 | Срби                                 |                                      | 238                                  | 96,74%                               |
| Мађари                               | Мађари                               |                                      | 1                                    | 0,40%                                |
| непознато                            | непознато                            |                                      | 6                                    | 2,43%                                |

| Година пописа     | 1948. | 1953. | 1961. | 1971. | 1981. | 1991. | 2002. |
| ----------------- | ----- | ----- | ----- | ----- | ----- | ----- | ----- |
| Број домаћинстава | 108   | 127   | 127   | 115   | 119   | 109   | 94    |

| Број чланова      | 1  | 2  | 3 | 4  | 5 | 6 | 7 | 8 | 9 | 10 и више | Просек |
| ----------------- | -- | -- | - | -- | - | - | - | - | - | --------- | ------ |
| Број домаћинстава | 27 | 34 | 8 | 14 | 5 | 4 | 0 | 1 | 0 | 1         | 2,62   |

| Пол    | Укупно | Неожењен/Неудата | Ожењен/Удата | Удовац/Удовица | Разведен/Разведена | Непознато |
| ------ | ------ | ---------------- | ------------ | -------------- | ------------------ | --------- |
| Мушки  | 105    | 19               | 69           | 11             | 3                  | 3         |
| Женски | 106    | 15               | 72           | 18             | 0                  | 1         |
| УКУПНО | 211    | 34               | 141          | 29             | 3                  | 4         |

| Пол    | Укупно                    | Пољопривреда, лов и шумарство | Рибарство                            | Вађење руде и камена | Прерађивачка индустрија       |
| ------ | ------------------------- | ----------------------------- | ------------------------------------ | -------------------- | ----------------------------- |
| Мушки  | 39                        | 5                             | 0                                    | 0                    | 13                            |
| Женски | 14                        | 2                             | 0                                    | 0                    | 3                             |
| УКУПНО | 53                        | 7                             | 0                                    | 0                    | 16                            |
| Пол    | Производња и снабдевање   | Грађевинарство                | Трговина                             | Хотели и ресторани   | Саобраћај, складиштење и везе |
| Мушки  | 1                         | 3                             | 3                                    | 0                    | 4                             |
| Женски | 0                         | 0                             | 3                                    | 1                    | 0                             |
| УКУПНО | 1                         | 3                             | 6                                    | 1                    | 4                             |
| Пол    | Финансијско посредовање   | Некретнине                    | Државна управа и одбрана             | Образовање           | Здравствени и социјални рад   |
| Мушки  | 0                         | 1                             | 1                                    | 0                    | 0                             |
| Женски | 0                         | 3                             | 1                                    | 0                    | 0                             |
| УКУПНО | 0                         | 4                             | 2                                    | 0                    | 0                             |
| Пол    | Остале услужне активности | Приватна домаћинства          | Екстериторијалне организације и тела | Непознато            | Непознато                     |
| Мушки  | 0                         | 0                             | 0                                    | 8                    | 8                             |
| Женски | 0                         | 0                             | 0                                    | 1                    | 1                             |
| УКУПНО | 0                         | 0                             | 0                                    | 9                    | 9                             |

## Галерија
- Црква Свете Тројице.
- Бранкова кула.
- Бранкова кула.
- Бранкова кула.
- Бранкова кула.
- Бранкова кула.
- Бранкова кула.
- Бранкова кула.